# Přírodní rezervace Vodopád Wilczky

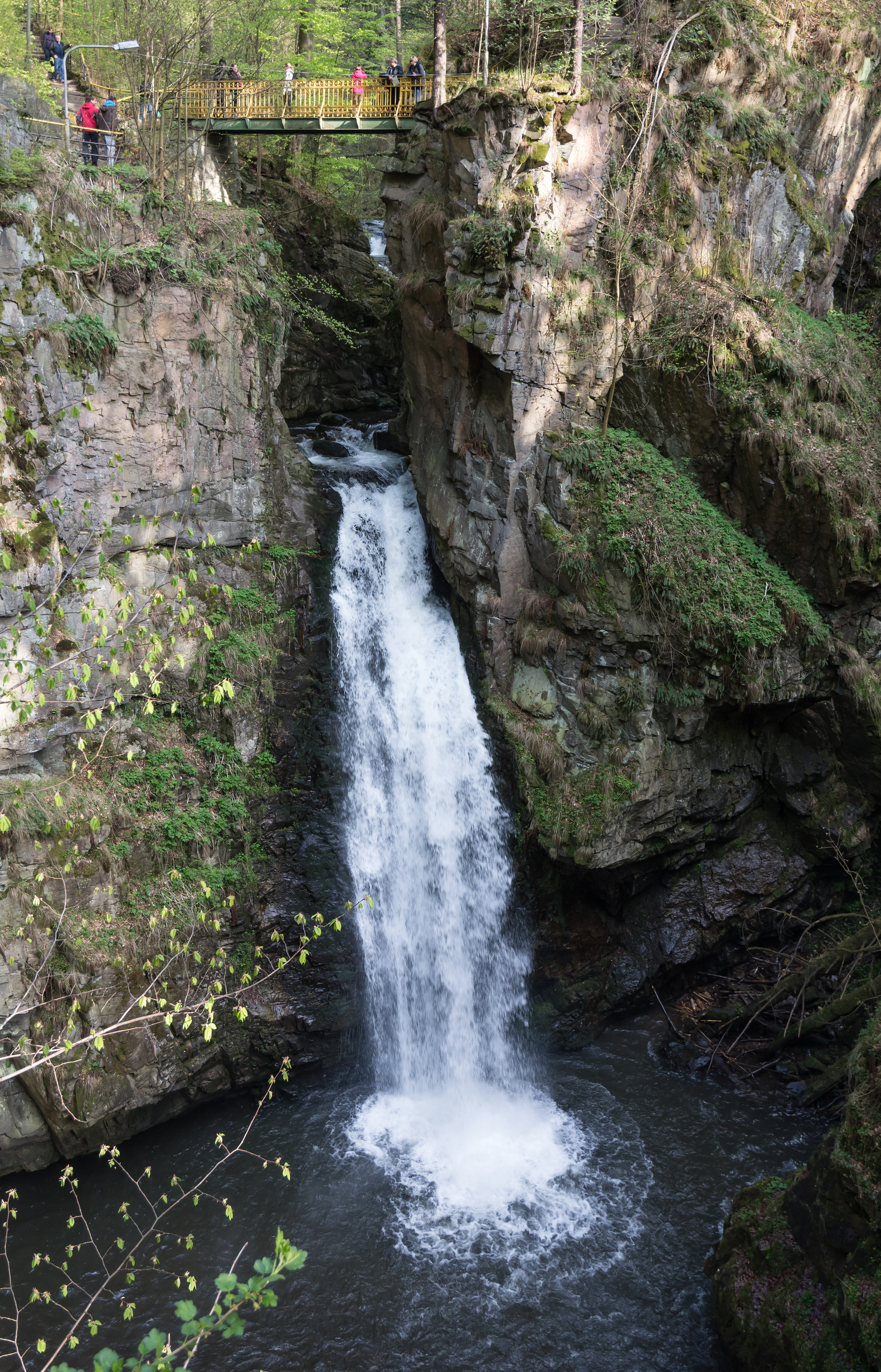
Pohled na vodopád

Přírodní rezervace Vodopád Wilczky je krajinná přírodní rezervace nacházející se v Dolnoslezském vojvodství, okres Kladsko, v obci Bystrzyca Kłodzka, v blízkosti města Międzygórze. 

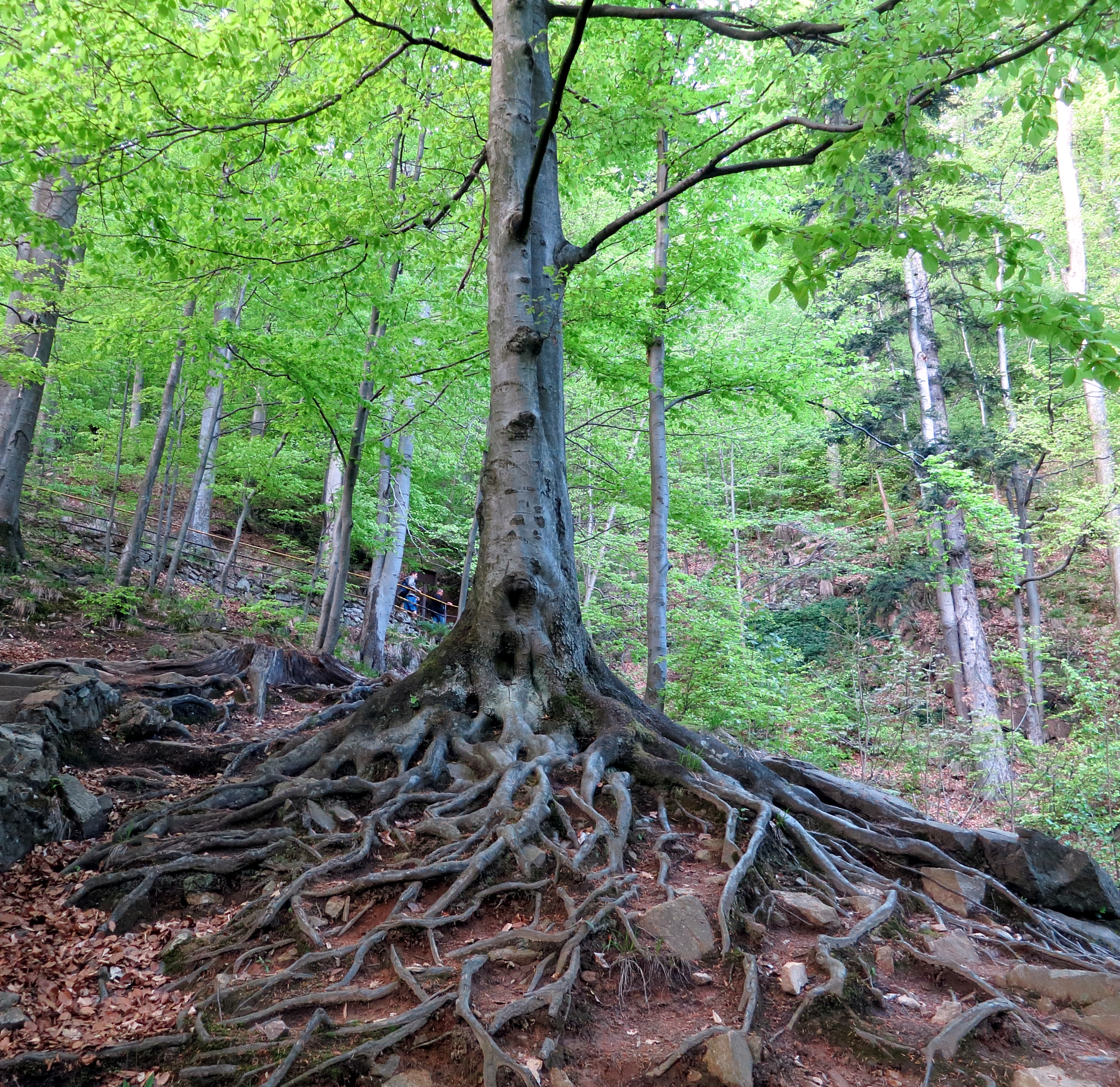
Les v rezervaci

## Umístění a popis
Přírodní rezervace Wilczki se nachází v Krajinném parku Sněžník, v nadmořské výšce 570 m, v lokalitě označené Natura 2000 PLH020016 Góry Bialskie a Grupa Śnieżnika SOO.
Rezervace byla založena v roce 1958 na ploše 2,75 ha a pokrývá oblast kolem vodopádu, kotle a soutěsky Wilczki. V nařízení z roku 2012 bylo uvedeno, že plocha rezervace byla snížena na 2,65 ha, následně se ale ukázalo, že při vypracování tohoto předpisu byly v důsledku chyby vynechány dvě dílčí divize. Tuto chybu opravila vyhláška z roku 2016, která obnovila předchozí, správnou hodnotu: 2,75 ha.
V rezervaci se nachází starý bukový les s příměsí jedle, klenu a smrku. Vyskytují se zde mimo jiné tyto rostlinné druhy: kyčelnice žláznatá, svízel vonný, kokořík přeslenitý, věsenka nachová, ječmenka evropská, papratka samičí, bukovinec osladičovitý, kapraď rozložená, pitulník žlutý, kostřava lesní. Chladné, tmavé a vlhké mikroklima také přispívá k bujné vegetaci mechorostů. Dno rokle a její ústí porostly vlhkomilné druhy rostlin, jako jsou devětsil bílý, havez česnáčková, mléčivec alpský a měsíčnice vytrvalá.

## Vodopád
Vodopád Wilczki (německy: Wölfelsfall), dříve také známý jako Wodogrzmoty Żeromskiego,  se nachází na řece Wilczka v masivu Sněžník (Východní Sudety), poblíž města Międzygórze. Vodopád je vysoký 22 m. Je to druhý největší vodopád v polské části Sudet, po vodopádu Kamieńczyk. Před velkou povodní v roce 1997 voda padala z výšky o 5 metrů větší. Povodeň poté odplavila, jak se ukázalo, uměle vybudovaný práh z počátku 19. století. Před rokem 1945 vodopád dosahoval výšky až 30 m. Vody padají z prahu širokého cca 3 m do vířivého kotle vytesaného v méně odolných slídových břidlicích. V zimě se kolem kaskády tvoří velkolepý ledopád.
Vznik vodopádu souvisí se stoupáním třetihorního zlomu, který přerušuje tok řeky. Skály prahu a rokle jsou tvořeny gierałtovskými rulami. Soutěska za vodopádem, která má šířku 3 m, délku 20 m a hloubku 15 m, bývá nazývána americký kaňon. Po cca 300 m se Wilczka vlévá do mnohem širšího údolí, které dále odděluje přehrada vystavena v roce 1908.

## Cestovní ruch
První známý popis tohoto místa pochází z roku 1781 a napsal ho H. Reisser. Soutěska byla považována za nepřekonatelnou až do roku 1834, kdy ji tehdy přepluli důstojníci Lutz a von Leuthold. Od konce 18. století se vodopád stal cílem častých výletů pořádaných z blízkých letovisek: Lądek- a Długopole-Zdrój. V devatenáctém století, v době působení princezny Marianny Oranžské, vznikl nad vodopádem parčík s kašnou a celé okolí bylo předěláno a upraveno ve stylu romantické zahrady. Z iniciativy sourozenců Neglerových zde byly postaveny také schody, zábradlí a lávky s přístupem k vyhlídkám a dnu rokle. Za návštěvu vodopádu se tehdy vybíralo poplatek. Po bývalém zřízení parku se dodnes nezachovaly žádné stopy.
V současné době jsou prohlídky pro veřejnost přístupné v rámci cest vyznačených v rezervaci.
- Nedaleko vede červená turistická trasa z Międzygórze na horu Igliczna.[4]
- Pro návštěvníky je k dispozici ocelový most nad vodopádem a bezpečná vyhlídka na protější straně.
- V rezervaci jsou zřízené dvě naučné stezky.
- Několik desítek metrů od vodopádu, u silnici do Międzygórze, se nachází hotel a parkoviště.[4]